# 硬蛋白

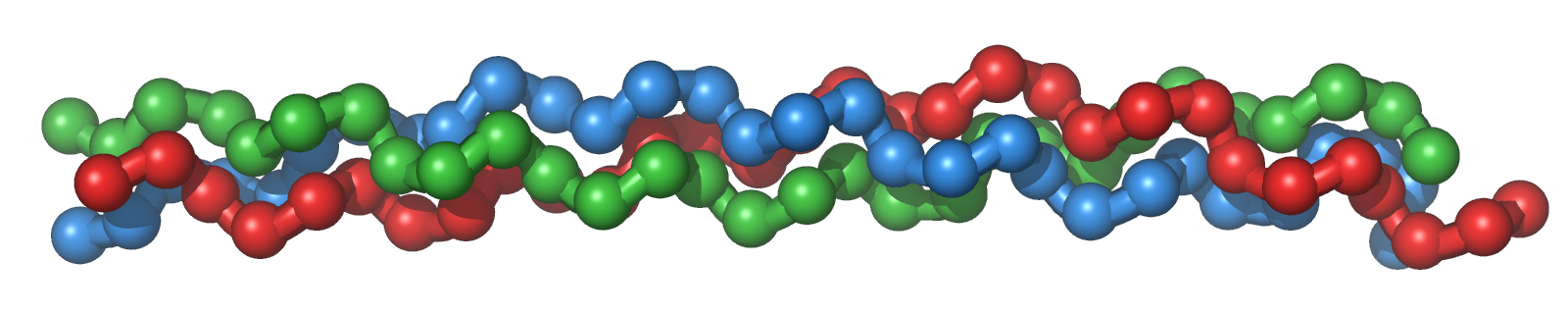
原胶原三股螺旋。

硬蛋白（英語：scleroprotein）又称纤维状蛋白（fibrous protein），是三种蛋白质结构中的一种，另两种是球状蛋白及膜蛋白。硬蛋白普遍存在于动物体内，不容易变性，主要行保护和支持功能。
角蛋白、胶原蛋白、弹性蛋白与絲心蛋白都是硬蛋白，构成结缔组织、腱、骨基质与肌纤维等等结构。

## 生物分子结构
硬蛋白构成长蛋白丝，后者的形状像电线。硬蛋白是结构蛋白或贮存蛋白，这些通常是惰性的且水溶性的。因为从分子上伸出来的疏水性侧链的缘故，硬蛋白成为一个聚集体而存在。
硬蛋白的肽序列通常只有有限的重复残基；后者可以构造出不同寻常的二级结构，例如胶原螺旋。这些结构通常具有在不同链间交联的特征（例如，角蛋白链之间的半胱氨酸-半胱氨酸二硫键）。
硬蛋白不像球状蛋白质那么容易变性。